# Thorstein Stryken
Thorstein Thomassen Stryken (3 de dezembro de 1900 — 21 de setembro de 1965) foi um ciclista norueguês.
Nos Jogos Olímpicos de Verão de 1920 em Antuérpia, Stryken competiu representando a Noruega na prova de estrada (individual e por equipes), terminando na 41ª e 8ª posição, respectivamente.